# 1610 Mirnaya
1610 Mirnaya је астероид главног астероидног појаса са средњом удаљеношћу од Сунца која износи 2,202 астрономских јединица (АЈ).
Апсолутна магнитуда астероида је 13,1.